# Ivan Jovanović (Fußballspieler, 1962)
Ivan Jovanović (kyrillisch: Иван Јовановић; * 8. Juli 1962 in Loznica, Serbien) ist ein ehemaliger serbischer Fußballspieler. 
Von Juli 2021 bis Dezember 2023 war er Trainer von Panathinaikos Athen und ist seit 2024 Chefcoach der griechischen Nationalmannschaft.

## Karriere

### Verein
Zu Beginn seiner Karriere spielte Jovanović bis 1984 in der ersten Mannschaft seines Heimatvereins FK Loznica.
Anschließend wechselte er in die 1. jugoslawische Fußballliga und spielte von 1987 bis 1989 beim FK Rad. Danach wechselte er zum griechischen Verein Iraklis Thessaloniki und spielte dort 10 Saisons. 1999 beendete er seine aktive Fußballkarriere.

### Trainer
Jovanović startete seine Trainerlaufbahn 2001 bei Niki Volos und war außerdem Trainer bei Iraklis Thessaloniki, Panachaiki und APOEL Nikosia, wo er 2008 tätig wurde und seine größten Erfolge erreichte. Insgesamt holte er mit den Zyprern acht Titel. Außerdem führte er den Verein 2009 zum ersten Mal in der Klubgeschichte in die Gruppenphase der UEFA Champions League und zwei Jahre später nach einem Sieg über Olympique Lyon auch in das Viertelfinale der Champions League, was sie jedoch gegen Real Madrid verloren. Somit ist Jovanović der erfolgreichste Trainer bei APOEL aller Zeiten.
Im Sommer 2013 wechselte er in die Vereinigten Arabischen Emirate, wo er beim al-Nasr SC die Nachfolge von Walter Zenga antrat. Der Verein entließ ihn nach über drei Jahren im Oktober 2016. Bereits im Januar 2018 wurde Jovanović jedoch als Nachfolger von Cesare Prandelli erneut Trainer des al-Nasr SC. Dieses Mal endete seine Amtszeit bereits nach etwa einem Jahr im Dezember 2018. Im Dezember des folgenden Jahres wurde Jovanović Cheftrainer der Nationalmannschaft der Vereinigten Arabischen Emirate. Seine dortige Tätigkeit endete jedoch im April 2020 abermals vorzeitig.
Zwischen 2021 und Dezember 2023 war Jovanović Trainer des griechischen Erstligisten Panathinaikos Athen, mit welchem er 2022 den griechischen Pokal gewinnen konnte.
Seit Juni 2024 ist Jovanović Trainer der griechischen Nationalmannschaft.

## Erfolge als Trainer
- APOEL Nikosia
  - Zyprische Meisterschaft (4): 2004, 2009, 2011, 2013
  - Zyprischer Pokal (1): 2008
  - Zyprischer Supercup (4): 2004, 2008, 2009, 2011
  - UEFA Champions League (Viertelfinale): 2011/12
- Panathinaikos Athen
  - Griechischer Pokal: 2022
- Persönlich
  - Trainer der Saison (5): 2003/04, 2008/09, 2009/10, 2010/11, 2011/12
  - Serbischer Trainer des Jahres (1): 2011